# Гомельский государственный университет

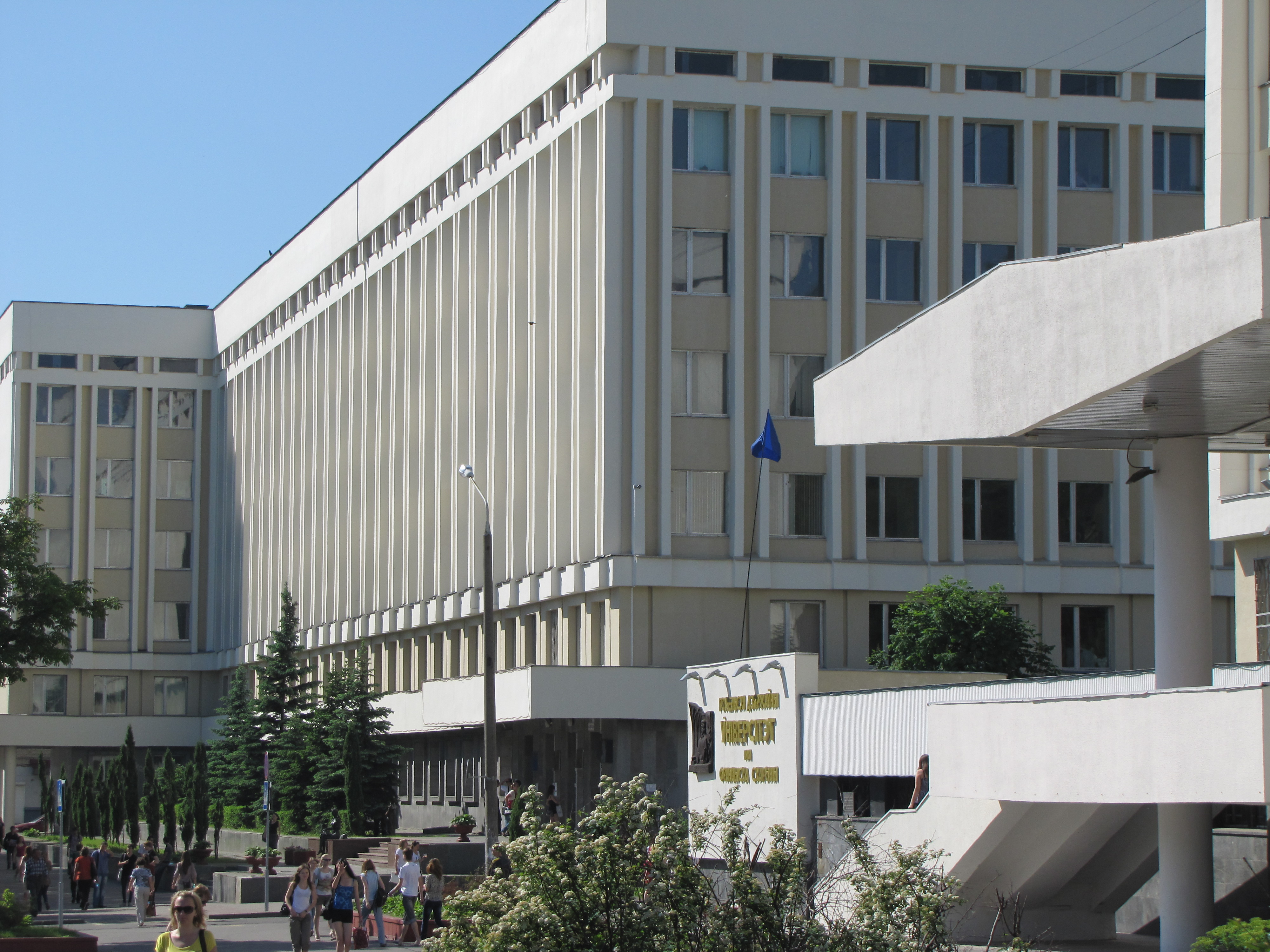
5-й корпус

Гомельский государственный университет имени Франциска Скорины (белор. Гомельскі дзяржаўны ўніверсітэт імя Францыска Скарыны) — один из ведущих вузов Республики Беларусь. Расположен в городе Гомель. 
Принадлежит к типу «классических» университетов. Открыт в 1930 году.
Главный корпус расположен по улице Советской в Гомеле.

## Общие сведения
В состав структуры ГГУ имени Ф. Скорины входят: 12 факультетов; Институт повышения квалификации и переподготовки, Институт Конфуция при учреждении образования «Гомельский государственный университет имени Франциска Скорины»; 2 научно-исследовательских института; более 20 научно-исследовательских лабораторий; 45 студенческих научно-исследовательских подразделений; 43 кафедры; общеуниверситетский музей-лаборатория Франциска Скорины, 7 музейных экспозиций факультетов, аспирантура, докторантура.
Для поступления в ГГУ необходимо успешно сдать централизованное тестирование.
Крупнейший ВУЗ региона ведет подготовку по 36 аккредитованным специальностям І ступени высшего образования, 56 специализациям и 27 аккредитованным специальностям ІІ ступени высшего образования, проводит переподготовку по 11 специальностям. Подготовка кадров высшей квалификации ведется в аспирантуре по 46 специальностям, в докторантуре — по 6 специальностям. В университете обучается около 7700 студентов, из них около 4500 на дневной форме и около 2500 — на заочной, около 500 магистрантов, более 100 аспирантов, 6 докторантов (июнь 2020 года). В комплексе ГГУ работает более 1300 сотрудников, в том числе профессорско-преподавательский состав (ППС) (без учета совместителей) — более 600 человек. В числе ППС и научных работников 4 члена-корреспондента НАН Беларуси, 45 докторов наук, 33 профессора, 233 кандидата наук, 218 доцентов.
Университет входит в структуру Министерства образования Республики Беларусь.
В мировом рейтинге университетов «Webometrics» на январь 2020 года ГГУ имени Ф. Скорины занимал 2 место среди университетов страны.
ГГУ имени Ф. Скорины занимает 3758-е место и входит в 13% лучших учреждений образования мира. 
В 2014 году агентство "Эксперт РА" присвоило ГГУ имени Ф. Скорины рейтинговый класс "D", означает "премиальный уровень" подготовки выпускников.
Гомельский университет имени Ф. Скорины входит в Болонский процесс.

### Университет в мировых рейтингах[5]
- По версии рейтинга ARES 2020 Гомельский государственный университет имени Ф. Скорины находится на втором месте среди университетов Республики Беларусь
- В рейтинге электронных репозиториев «Transparent Ranking of Repositories», опубликованном в июне 2022 года, университет занимает шестую позицию среди белорусских университетов и 206 – среди университетов мира
- По обновленным данным рейтинга UniRank за июль 2021 года среди ранжируемых 47 вузов Республики Беларусь ГГУ имени Ф. Скорины занимает 12 позицию (4 810 – в мировом рейтинге)
- В 2021 году ГГУ имени Ф. Скорины впервые стал участником московского международного рейтинга вузов «Три миссии университета», в который вошли 1 650 университетов  из 97 стран мира
- В обновленном рейтинге Webometrics, опубликованном  31 января 2022 года, университет занял третью позицию среди белорусских университетов и 3 744 – среди более 30 000 университетов мира. ГГУ имени Ф. Скорины стабильно сохраняет первенство среди учреждений высшего образования Гомельской области
- В 2022 году ГГУ имени Ф. Скорины впервые стал участником испанского рейтинга вузов «Scimago Institutions Rankings», заняв в нём 2-е место среди вузов Республики Беларусь.  В предметной области «Математика» наш университет занимает первое место в стране
- В апреле 2022 года университет впервые вошёл в международный рейтинг «Times Higher Education Impact Rankings» по критерию качество образования с позицией 601-800 в мире
- По результатам рейтинга QS EECA University Rankings 2022 Гомельский государственный университет имени Ф. Скорины вошёл в список 450 лучших университетов стран развивающейся Европы и Центральной Азии

## История

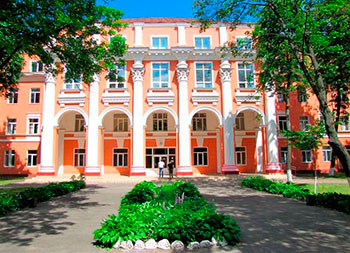
2 корпус ГГУ (исторический, юридический, математический факультеты)

Гомельский государственный университет имени Франциска Скорины создан на базе Гомельского педагогического института, открытого 8 ноября 1930 года. В пединституте с 2-летним, а затем 4-летним сроком обучения было 3 факультета: физико-математический, химико-биологический, литературы и языка, при нем функционировал и учительский институт. Директоры С. Я. Лебедев, М. Ф. Лозбень, М. Ф. Алексейчик, С. Ф. Ажгирей, Н. М. Ивашенко. С 1939 года имел название Гомельский педагогический институт имени В. П. Чкалова .
В период Великой Отечественной войны многие преподаватели и студенты были призваны в Красную Армию, а институт эвакуировали в Кировскую область. 26 ноября 1943 года был освобождён город Гомель и с 31 мая 1944 года возобновлена работа Гомельского педагогического института. В этот период определялись основные направления научно-исследовательской работы кафедр.
В 1958 году в пединституте был открыт факультет начальной школы, а в 1959 году — инженерно-педагогический факультет, название которого позднее трижды менялось (индустриально-педагогический, общетехнические дисциплины и труд, общетехнические дисциплины и физика). В последние два года деятельности Гомельский государственный педагогический институт имени В. П. Чкалова готовил учителей для средних школ на 5 факультетах (физико-математический, филологический, химико-биологический, общетехнических дисциплин и физики, физического воспитания). Осенью 1961 года в Гомельском пединституте была открыта аспирантура. С 1968 года началась разработка хоздоговорных тем (первый хоздоговор по теме «Исследования характеристик и свойств полимерных покрытий оптическими и спектральными методами»). За время работы Гомельский государственный педагогический институт имени В. П. Чкалова подготовил 12,5 тысяч специалистов.
В конце 1968 года было принято решение об открытии на базе педагогического института Гомельского государственного университета. В приказе Министра высшего и среднего специального образования № 130 от 31 марта 1969 г. указывалось: «2. Открыть Гомельский государственный университет с 1 мая 1969 г. на базе Гомельского государственного педагогического института имени В. П. Чкалова. Иметь в составе университета факультеты: историко-филологический, механико-математический, физический, биолого-почвенный, геологический, экономический и физического воспитания». Первым ректором был назначен известный учёный В. А. Белый. В 1969/1970 учебном году в университете обучалось 4 429 студентов, в том числе 2 349 — по дневной форме и 2 080 — по заочной. Первый университетский выпуск составил 913 человек.
С августа 1973 года ректором ГГУ был назначен учёный, академик, участник Великой Отечественной войны Б. В. Бокуть. За годы работы в университете академиком Б. В. Бокутем была создана научная школа по оптике, которая получила известность далеко за пределами республики. Высокий профессиональный уровень, опыт работы профессорско-преподавательского состава университета использовался во многих странах мира (Алжир, Вьетнам, Куба, Кения, Монголия, Судан и другие), которым Советский Союз оказывал помощь в подготовке кадров в различных отраслях знаний. В 1980-е годы активизировалась работа по совершенствованию учебно-воспитательного процесса в университете. На протяжении ряда лет существовали тесные связи факультетов с промышленными предприятиями и научно-исследовательскими институтами. В конце 1970-х — первой половине 1980-х годов впервые в республике Гомельский государственный университет начал создавать филиалы кафедр при предприятиях и НИИ.
В 1988 году Совет Министров БССР (постановление от 29 ноября 1988 года) принял решение о присвоении Гомельскому государственному университету имени Франциска Скорины. На расширенном заседании Совета университета 19 сентября 1989 г. на должность ректора был избран Л. А. Шеметков, математик, создатель и руководитель нового научного направления — теории формации алгебраических систем, создатель научной математической школы.
В 1990-е годы было открыто 10 новых специальностей. По инициативе ректора Л. А. Шеметкова в ГГУ впервые были открыты советы по защите диссертаций и докторантура. С октября 1999 г. стал издаваться журнал «Известия Гомельского государственного университета имени Ф. Скорины». Значительно расширилось международное сотрудничество. В 1994 г. университет выиграл грант программы ТЕМПУС в размере 1 млн долларов и совместно с университетами Клермон-Ферран (Франция), Бирмингема (Великобритания), Киля (Германия) в 1994—1998 годах разрабатывал проект «Совершенствование управления университетом».
В 1995 году на основе договоров о сотрудничестве между ГГУ имени Ф. Скорины и Оверньским университетом Клермон-1 (город Клермон-Ферран, Франция) был создан Франко-белорусский институт управления, который функционировал до 2013 года.
В декабре 2017 года в ГГУ имени Ф. Скорины при поддержке Нанкинского университета науки и технологий (город Нанкин, Китай) был открыт Институт Конфуция.
В 2017 году на базе Шанхайского профессионального института индустрии, коммерции и иностранных языков открылся филиал ГГУ имени Ф. Скорины — Гомельский институт.
В 2018 году в ГГУ имени Ф. Скорины открылся Центр обучения китайскому языку.
В июне 2022 года в ГГУ имени Ф. Скорины открылась высокотехнологичная компьютерная лаборатория.
В ноябре 2022 года открыта спортивная площадка для мини-футбола.
29 ноября 2022 года на биологическом факультете открыта модернизированная лаборатория.
23 мая 2023 года университету передали скульптуру Льва Выготского. Бюст размещён на факультете психологии и педагогики.

## Музей
Музеи университета
- Общеуниверситетский музей-лаборатория Франциска Скорины
- Экспозиция “Развитие “Гомельского государственного университета имени Франциска Скорины”
- Археологический музей-лаборатория факультета истории и межкультурных коммуникаций
- Музей-лаборатория факультета физической культуры спортивной славы Гомельщины
- Минералогический музей-лаборатория геолого-географического факультета
- Музей-лаборатория биологического факультета “Животный мир Республики Беларусь”
- Литературная экспозиция филологического факультета (2012)
- Литературно-просветительский центр памяти о Великой Отечественной войне “Патриотика” (2014)

## Факультеты
- Биологический
- Геолого-географический
- Заочного обучения и довузовской подготовки
- Истории и межкультурных коммуникаций
- Довузовской подготовки
- Иностранных языков
- Математики и технологий программирования
- Психологии и педагогики
- Физики и информационных технологий
- Физической культуры
- Филологический
- Экономический
- Юридический

## Ректоры
- Хахомов Сергей Анатольевич (с 2016 года)